# Петко Дачев
Петко Иванов Дачев е български акордеонист.
Роден е на 23 юли 1943 година в Каблешково, Поморийско. Започва да свири от ранна възраст и от началото на 60-те години работи в различни фолклорни ансамбли. Скоро получава широка известност със сътрудничеството си с кларинетиста Петко Радев и през 70-те и 80-те години е сред водещите инструменталисти в тракийската народна музика.
Петко Дачев умира на 26 март 2010 година в Бургас.